# الناصرية (الفيوم)
قرية الناصرية هي إحدى القرى التابعة لمركز الفيوم في محافظة الفيوم في جمهورية مصر العربية. حسب إحصاءات سنة 2006، بلغ إجمالي السكان في الناصرية 12674 نسمة، منهم 6582 رجل و6092 امرأة.